# Calileptoneta californica
Calileptoneta californica là một loài nhện trong họ Leptonetidae.
Loài này thuộc chi Calileptoneta. Calileptoneta californica được Richard C. Banks miêu tả năm 1904.